# Даунорас, Вацловас Винцо
Вацловас Винцо Даунорас (лит. Vaclovas Daunoras; 1 февраля 1937, Жагаре, Литва — 19 октября 2020, Вильнюс, Литва) — литовский и советский оперный певец (бас), педагог, народный артист СССР (1986).

## Биография
Вацловас Даунорас родился 1 февраля 1937 года в Жагаре (ныне в Йонишкском районе Литвы).
В 1954—1958 годах выступал в Государственном ансамбле песни и танца Литовской ССР (позже — «Летува») под управлением Й. Швядаса.
В 1962 году окончил Литовскую консерваторию (ныне Литовская академия музыки и театра) (Вильнюс) у З. Паулаускаса.
В 1960—1971, 1973—1975 и с 1980 года — солист Литовского театра оперы и балета (Вильнюс). В 1971—1973 годах — солист Государственной филармонии Литовской ССР, в 1975—1976 — Каунасского музыкального театра.
Выступал в концертах, исполнял вокально-симфонические произведения (в том числе Реквием Дж. Верди).
В 1966—1968 годах стажировался в театре «Ла Скала» (Милан, Италия), участвовал в спектаклях, где среди прочих пел вместе с начинающим свою оперную карьеру Лучано Паваротти (партии Монтероне в опере «Риголетто» Дж. Верди и Верховный жрец в опере «Идоменей, царь Критский» В. А. Моцарта). Выступал с концертами в Турине, Венеции, Болонье, Риме, Флоренции, Неаполе.
Гастролировал за рубежом (Россия — Кремлёвский дворец съездов (1962), Большой театр (1969, 1986), Санкт-Петербургская государственная филармония имени Д. Д. Шостаковича (1968), Ленинградский театр оперы и балета имени С. М. Кирова (1976), Болгария — Оперный театр Русе (1970), Оперный театр Бургаса (1974), Оперный театр Варны (1973), Польша, Чехословакия, Германия (1991, 1992), Восточный Берлин (1974, 1975), Швеция — Оперный театр Мальмё (1975), Италия — Каса-дель-Пополо (Турин, 1967), Пиккола Скала (Милан, 1968), 1975), Франция — Театр Капитолия (Тулуза, 1972), Нидерланды (1992, 1993), Бельгия, Великобритания — Альберт-холл (1967), Румыния, Финляндия, США — Хьюстон Гранд Опера, Карнеги-холл (Нью-Йорк, 1970, 1979), Well Hall (Нью-Йорк, 1992), Брайан (1992), Чикагский симфонический концертный зал (1970), концертный зал Симфонического центра Меерсон в Далласе (1996), Канада, Египет).
С 1968 года преподавал в Литовской консерватории (с 1976 — доцент, с 1983 — профессор, с 1985 — заведующий кафедрой сольного пения). Среди известных учеников — Йоланта Чюрилайте.
В 1976 году Ричард, брат Вацловаса Даунораса, также певец, в одну из концертных поездок на Запад попросил политическое убежище, что имело последствие для всей семьи певца.
В 1988 году участвовал в деятельности общественно-политической организации «Саюдис».
В 1993 году уехал в Соединенные Штаты. С 1996 года пел в Метрополитен-опера (Нью-Йорк) (партии из опер «Война и мир» С. С. Прокофьева, «Евгений Онегин» П. И. Чайковского, «Травиата» и «Отелло» Дж. Верди, «Борис Годунов» М. П. Мусоргского, «Тоска» и «Турандот» Дж. Пуччини и др.).
В 2005 году закончил карьеру певца.
В 2017 году возвратился в Литву.
Скончался 19 октября 2020 года в Вильнюсе. Похоронен на Антакальнисском кладбище.

## Награды и звания
- Лауреат Всесоюзного конкурса вокалистов им. М. И. Глинки (3-я премия, 1962)
- Лауреат Международного конкурса им. П. И. Чайковского (4-я премия, Москва, 1966)
- Лауреат Международного конкурса вокалистов в Тулузе («Гран-при», 1971)[6]
- Заслуженный артист Литовской ССР (1965)
- Народный артист Литовской ССР (1971)
- Народный артист СССР (1986)
- Медаль Независимости Литвы (2000).
- Памятный знак за личный вклад в развитие трансатлантических отношений Литвы и по случаю приглашения Литовской Республики в НАТО (2003)[7].
- Медаль по случаю двадцатой годовщины восстановления независимости Литвы (2010)[8].

## Партии
- 1960 — «Кармен» Ж. Бизе — Эскамильо
- «Пиленай» В. Кловы — Маргирис
- «Фауст» Ш. Гуно — Мефистофель
- «Севильский цирюльник» Дж. Россини — Дон Базилио
- «Дон Карлос» Дж. Верди — Король Филипп, Великий инквизитор
- «Аида» Дж. Верди — Рамфис
- «Отелло Дж. Верди» — Лодовико
- «Травиата» Дж. Верди — Доктор Гренвиль
- «Бал-маскарад» Дж. Верди — Сэмюэль[9]
- «Лючия ди Ламмермур» Г. Доницетти — Раймонд
- «Евгений Онегин» П. И. Чайковского — Гремин, Зарецкий
- «Борис Годунов» М. П. Мусоргского — Борис Годунов, Пимен
- «Демон» А. Г. Рубинштейна — Гудал
- «Гугеноты» Дж. Мейербер — Марсель
- «Лоэнгрин» Р. Вагнера — Король Генрих
- «Так поступают все» В. А. Моцарта — Дон Альфонсо
- «Хованщина» М. П. Мусоргского — Досифей
- «Мадам Баттерфляй» Дж. Пуччини — Комиссар
- «Князь Игорь» А. П. Бородина — Галицкий
- «Самсон и Далила» К. Сен-Санса — Старый иудей
- «Турандот» Дж. Пуччини — Мандарин, Тимур
- «Тоска» Дж. Пуччини — Тюремщик
- «Манон Леско» Дж. Пуччини — Трактирщик
- «Любовь к трём апельсинам» С. С. Прокофьева — Маг Челий
- «Война и мир» С. С. Прокофьева — Старый лакей Болконского
- «Игрок» С. С. Прокофьева — Генерал
- «Иоланта» П. И. Чайковского — Рене
- «Навуходоносор» Дж. Верди — Захарий
- «Лакме» Л. Делиба — Нилакант
- «Симфония № 9» Л. ван Бетховена
- «Магнификат» И. С. Баха.